# Beatriz Corona Rodríguez
Beatriz del Carmen Corona Rodríguez (La Habana, 1962) es una compositora, directora coral y productora musical cubana que destaca por su catálogo de música coral. Es la primera mujer en ganar el Premio Ibermúsicas de Composición para Obra Coral, en 2021.

## Biografía
Comienza sus estudios de piano y dirección coral en el Conservatorio Alejandro García Caturla de La Habana, continúa en la Escuela Nacional de Música con la maestra Alina Orraca y los finaliza en el Conservatorio Amadeo Roldán con la profesora Teresa Pentón.
Como profesora impartió clases de Dirección Coral, Lectura de Partituras al piano y Práctica de Conjunto en la Escuela Nacional de Música. Ha impartido talleres de música coral, arreglo coral y de su obra en Argentina y Venezuela.
Ha musicalizado la obra poética de José Martí, Nicolás Guillén, Mario Benedetti, Pablo Neruda, Adolfo Martí Fuentes, César Vallejo, Dora Alonso y Dulce María Loynaz, entre otros. Aunque no ha realizado estudios académicos de composición, su labor en este campo ha sido guiada por músicos como: Harold Gramatges y Alfredo Diez Nieto.
Fue seleccionada Invitada de Honor en XXII Festival Nacional de Música de Cámara A Tempo con Caturla celebrado en 2018.

## Obra

### Música incidental
- El príncipe jardinero. Comedia musical, 1991-1992.

### Música sinfónica
- Dos motivos. Para orquesta, 1984.
- Tres canciones. Para orquesta, 1987.
- Balada. Para orquesta, 1989.

### Música religiosa
- Motete. 1981.
- Misa. 1989.
- Ave María. Misa para Coro infantil, 1992.

### Coro y Orquesta
- Che Comandante. 1982.
- Tengo. 1983.
- Los zapaticos de rosa. 1984.
- Canción antigua a Che Guevera. 1984.
- Juguete. 1985.
- Che Guevera. 1985.
- El pajarillo. 1985.
- Noche de nanas. 1986.
- Concierto Coral III. 1986.

### Coros y pequeños conjuntos instrumentales
- Pequeño concierto. 1982.
- Vierte corazón tu pena. 1984.
- Concierto Coral II. 1984.
- Cantantina. 1987.
- Tres tiempos. 1987.
- Cuatro canciones infantiles. 1988.
- Matinee de Gabriela. 1988.

### Coro solo
Canciones:
- Palomita. 1979.
- Concierto Coral I. 1984.
- Cañaveral. 1985.
- Si a mí me hubieran dicho. 1985.
- Tríptico I.1986.
- Corazón coraza. 1986.
- Lluvia. 1988.
- Guantes azules. 1988.
- Deseo. 1990.
- Deshojación sagrada. 1990.
- Cuando yo muera. 1990.
- Si alguna vez tu pecho se detiene. 1990.
- Aire nocturno. 1990.
- El nuevo día. 1999.
- La vida empieza a correr. 2001

### Música de cámara
- Suite para los pequeños. 1985.
- Dos tiempos. 1987.
- Preludio y guajira. 1988.
- Canción mañanera. 1989.
- Pieza. 1989.
- Romanzas. 1989.
- Pieza No. 2. 1990.

### Obras solistas
- Preludio y guajira. 1987.
- Dos piezas simples. 1987.
- Preludio. 1990.[6]

## Discografía
- Llueve cada mañana. 1989.
- Vivir cantando. 1993.
- Penas. 2000.
- Señor de la alborada. 2000.
- Penas (remasterizado) 2001
- Aire nocturno. 2002.